# Хіндса
Гіндса (ест. Hindsa) — село в Естонії, входить до складу волості Міссо, повіту Вирумаа.